# Album più venduti nel mondo
La seguente lista contiene gli album più venduti di sempre nel mondo, comprendente CD, vinli o audiocassette. La lista considera tutti quegli album che abbiano venduto almeno 20 milioni di copie, le cui vendite sono comprovate da fonti affidabili.
Si stima che Thriller di Michael Jackson abbia venduto circa 70-100 milioni di copie a livello mondiale, rendendolo l'album più venduto di sempre. Michael Jackson è anche l'artista con il maggior numero di album nella lista, con 5. Celine Dion ne ha 4 mentre i Beatles, i Pink Floyd, Madonna e Whitney Houston ne hanno 3 ciascuno.

## 40 milioni di copie o più
| Artista/i               | Album                           | Pubblicazione | Copie certificate (in milioni) | Vendite dichiarate (in milioni) | Fonte/i                          |
| ----------------------- | ------------------------------- | ------------- | ------------------------------ | ------------------------------- | -------------------------------- |
| Michael Jackson         | Thriller                        | 1982          | 51.2                           | 70-100                          | [ 1 ] [ 2 ] [ 27 ] [ 28 ] [ 29 ] |
| AC/DC                   | Back in Black                   | 1980          | 30.1                           | 50                              | [ 37 ]                           |
| Whitney Houston & AA.VV | The Bodyguard                   | 1992          | 28.7                           | 50                              | [ 45 ]                           |
| Pink Floyd              | The Dark Side of the Moon       | 1973          | 24.8                           | 45                              | [ 48 ]                           |
| Eagles                  | Their Greatest Hits (1971–1975) | 1976          | 41.2                           | 44                              | [ 50 ]                           |
| Meat Loaf               | Bat Out of Hell                 | 1977          | 22                             | 43                              | [ 53 ]                           |
| Eagles                  | Hotel California                | 1976          | 31.8                           | 42                              | [ 56 ]                           |
| Shania Twain            | Come On Over                    | 1997          | 30.4                           | 40                              | [ 60 ] [ 61 ]                    |
| Fleetwood Mac           | Rumours                         | 1977          | 30.3                           | 40                              | [ 66 ] [ 67 ]                    |
| Bee Gees / AA.VV        | Saturday Night Fever            | 1977          | 22.1                           | 40                              | [ 70 ] [ 71 ]                    |

## 30-39 milioni di copie
| Artista/i                  | Album                                        | Pubblicazione | Copie certificate (in milioni) | Vendite dichiarate (in milioni) | Fonte/i              |
| -------------------------- | -------------------------------------------- | ------------- | ------------------------------ | ------------------------------- | -------------------- |
| Led Zeppelin               | Led Zeppelin IV                              | 1971          | 30.4                           | 37                              | [ 74 ]               |
| Michael Jackson            | Bad                                          | 1987          | 21.2                           | 35                              | [ 82 ] [ 83 ] [ 84 ] |
| Alanis Morissette          | Jagged Little Pill                           | 1995          | 25.4                           | 33                              | [ 89 ] [ 90 ]        |
| AA.VV                      | Dirty Dancing                                | 1987          | 24.1                           | 32                              | [ 94 ]               |
| Celine Dion                | Falling into You                             | 1996          | 21.1                           | 32                              | [ 98 ]               |
| Adele                      | 21                                           | 2011          | 27.1                           | 31                              | [ 111 ]              |
| The Beatles                | 1                                            | 2000          | 23.2                           | 31                              | [ 114 ]              |
| Metallica                  | Metallica                                    | 1991          | 22.7                           | 31                              | [ 117 ]              |
| Celine Dion                | Let's Talk About Love                        | 1997          | 20.5                           | 31                              | [ 122 ]              |
| Bob Marley and the Wailers | Legend: The Best of Bob Marley & The Wailers | 1984          | 22.9                           | 30                              | [ 125 ]              |
| Guns N' Roses              | Appetite for Destruction                     | 1987          | 22.8                           | 30                              | [ 129 ] [ 130 ]      |
| Bruce Springsteen          | Born in the U.S.A.                           | 1984          | 22.0                           | 30                              | [ 135 ]              |
| ABBA                       | Gold: Greatest Hits                          | 1992          | 21.6                           | 30                              | [ 141 ]              |
| Dire Straits               | Brothers in Arms                             | 1985          | 21.1                           | 30                              | [ 145 ] [ 146 ]      |
| Madonna                    | The Immaculate Collection                    | 1990          | 20.8                           | 30                              | [ 150 ]              |
| Santana                    | Supernatural                                 | 1999          | 20.8                           | 30                              | [ 152 ]              |
| Pink Floyd                 | The Wall                                     | 1979          | 18.9                           | 30                              | [ 156 ]              |
| The Beatles                | Sgt. Pepper's Lonely Hearts Club Band        | 1967          | 18.3                           | 30                              | [ 158 ]              |
| Whitney Houston            | Whitney Houston                              | 1985          | 17.6                           | 30                              | [ 164 ]              |
| Michael Jackson            | Dangerous                                    | 1991          | 17.0                           | 30                              | [ 167 ]              |
| The Beatles                | Abbey Road                                   | 1969          | 16.9                           | 30                              | [ 170 ]              |

## 20-29 milioni di copie
| Artista/i               | Album                                                   | Pubblicazione | Copie certificate (in milioni) | Vendite dichiarate (in milioni) | Fonte/i                 |
| ----------------------- | ------------------------------------------------------- | ------------- | ------------------------------ | ------------------------------- | ----------------------- |
| Norah Jones             | Come Away with Me                                       | 2002          | 19.9                           | 28                              | [ 173 ]                 |
| Mariah Carey            | Music Box                                               | 1993          | 17.8                           | 28                              | [ 175 ]                 |
| AA.VV                   | Grease: The Original Soundtrack from the Motion Picture | 1978          | 15.0                           | 28                              | [ 178 ]                 |
| Eminem                  | The Eminem Show                                         | 2002          | 19.1                           | 27                              | [ 182 ] [ 183 ]         |
| James Horner            | Titanic: Music from the Motion Picture                  | 1997          | 18.1                           | 27                              | [ 187 ]                 |
| Nirvana                 | Nevermind                                               | 1991          | 17.8                           | 26                              | [ 190 ]                 |
| Eric Clapton            | Unplugged                                               | 1992          | 17.0                           | 26                              | [ 193 ]                 |
| Queen                   | Greatest Hits                                           | 1981          | 20.6                           | 25                              | [ 195 ]                 |
| Britney Spears          | ...Baby One More Time                                   | 1999          | 19.9                           | 25                              | [ 197 ]                 |
| Phil Collins            | No Jacket Required                                      | 1985          | 17.7                           | 25                              | [ 199 ]                 |
| Eminem                  | The Marshall Mathers LP                                 | 2000          | 17.5                           | 25                              | [ 202 ]                 |
| Linkin Park             | Hybrid Theory                                           | 2000          | 17.2                           | 25                              | [ 205 ]                 |
| U2                      | The Joshua Tree                                         | 1987          | 16.7                           | 25                              | [ 207 ]                 |
| Prince & The Revolution | Purple Rain                                             | 1984          | 15.7                           | 25                              | [ 210 ]                 |
| Bon Jovi                | Slippery When Wet                                       | 1986          | 15.3                           | 25                              | [ 213 ]                 |
| Carole King             | Tapestry                                                | 1971          | 15.1                           | 25                              | [ 215 ]                 |
| Madonna                 | True Blue                                               | 1986          | 14.5                           | 25                              | [ 217 ]                 |
| Whitney Houston         | Whitney                                                 | 1987          | 14.5                           | 25                              | [ 220 ]                 |
| Simon & Garfunkel       | Bridge over Troubled Water                              | 1970          | 12.5                           | 25                              | [ 222 ]                 |
| George Michael          | Faith                                                   | 1987          | 14.9                           | 27                              | [ 225 ]                 |
| Elton John              | Greatest Hits                                           | 1974          | 19.1                           | 24                              | [ 227 ]                 |
| Backstreet Boys         | Millennium                                              | 1999          | 18.4                           | 24                              | [ 229 ]                 |
| Adele                   | 25                                                      | 2015          | 19.0                           | 23                              | [ 232 ]                 |
| Spice Girls             | Spice                                                   | 1996          | 16.4                           | 23                              | [ 235 ] [ 236 ]         |
| Ace of Base             | Happy Nation/The Sign                                   | 1993          | 14.4                           | 23                              | [ 238 ]                 |
| Michael Jackson         | HIStory: Past, Present and Future, Book I               | 1995          | 15.2                           | 22                              | [ 242 ]                 |
| Celine Dion             | All the Way... A Decade of Song                         | 1999          | 14.4                           | 22                              | [ 244 ]                 |
| Oasis                   | (What's the Story) Morning Glory?                       | 1995          | 11.6                           | 22                              | [ 247 ] [ 248 ]         |
| Madonna                 | Like a Virgin                                           | 1984          | 16.2                           | 21                              | [ 250 ]                 |
| Bon Jovi                | Cross Road                                              | 1994          | 11.6                           | 21                              | [ 252 ]                 |
| Elvis Presley           | Elvis' Christmas Album                                  | 1957          | 20.8                           | 20                              | [ 255 ] [ 256 ] [ 257 ] |
| Boston                  | Boston                                                  | 1976          | 18.1                           | 20                              | [ 259 ]                 |
| Mariah Carey            | Daydream                                                | 1995          | 15.2                           | 20                              | [ 261 ]                 |
| Green Day               | Dookie                                                  | 1994          | 14.6                           | 20                              | [ 265 ]                 |
| Shania Twain            | The Woman in Me                                         | 1995          | 14.5                           | 20                              | [ 267 ]                 |
| Britney Spears          | Oops!... I Did It Again                                 | 2000          | 14.4                           | 20                              | [ 269 ]                 |
| Def Leppard             | Hysteria                                                | 1987          | 13.9                           | 20                              | [ 272 ]                 |
| Lauryn Hill             | The Miseducation of Lauryn Hill                         | 1998          | 13.7                           | 20                              | [ 274 ] [ 275 ] [ 276 ] |
| Tracy Chapman           | Tracy Chapman                                           | 1988          | 13.3                           | 20                              | [ 280 ]                 |
| Lionel Richie           | Can't Slow Down                                         | 1983          | 12.3                           | 20                              | [ 282 ]                 |
| Michael Jackson         | Off the Wall                                            | 1979          | 11.7                           | 20                              | [ 285 ]                 |
| Fugees                  | The Score                                               | 1996          | 11.6                           | 20                              | [ 288 ]                 |
| Celine Dion             | The Colour of My Love                                   | 1993          | 11.1                           | 20                              | [ 290 ]                 |
| Andrea Bocelli          | Romanza                                                 | 1997          | 10.1                           | 20                              | [ 292 ]                 |
| Amy Winehouse           | Back to Black                                           | 2006          | 10                             | 20                              | [ 294 ]                 |
| Elton John              | Goodbye Yellow Brick Road                               | 1973          | 9.6                            | 20                              | [ 298 ]                 |
| Pink Floyd              | Wish You Were Here                                      | 1975          | 9.2                            | 20                              | [ 300 ]                 |
| AA.VV                   | Flashdance: Original Soundtrack from the Motion Picture | 1983          | 7.9                            | 20                              | [ 302 ]                 |

## Album più venduti per anno
| Anno | Album                                     | Artista/i            | Vendite (in milioni) | Fonte/i |
| ---- | ----------------------------------------- | -------------------- | -------------------- | ------- |
| 2001 | Hybrid Theory                             | Linkin Park          | 9.0                  | [ 303 ] |
| 2002 | The Eminem Show                           | Eminem               | 13.9                 | [ 304 ] |
| 2003 | Come Away with Me                         | Norah Jones          | 11.0                 | [ 305 ] |
| 2004 | Confessions                               | Usher                | 12.0                 | [ 306 ] |
| 2005 | X&Y                                       | Coldplay             | 8.3                  | [ 307 ] |
| 2006 | High School Musical                       | AA.VV                | 7.0                  | [ 308 ] |
| 2007 | High School Musical 2                     | AA.VV                | 6.0                  | [ 309 ] |
| 2008 | Viva la Vida or Death and All His Friends | Coldplay             | 6.8                  | [ 310 ] |
| 2009 | I Dreamed a Dream                         | Susan Boyle          | 8.3                  | [ 311 ] |
| 2010 | Recovery                                  | Eminem               | 5.7                  | [ 312 ] |
| 2011 | 21                                        | Adele                | 18.1                 | [ 304 ] |
| 2012 | 21                                        | Adele                | 8.3                  | [ 313 ] |
| 2013 | Midnight Memories                         | One Direction        | 4.0                  | [ 314 ] |
| 2014 | Frozen                                    | AA.VV                | 10.0                 | [ 315 ] |
| 2015 | 25                                        | Adele                | 17.4                 | [ 316 ] |
| 2016 | Lemonade                                  | Beyoncé              | 2.5                  | [ 317 ] |
| 2017 | ÷                                         | Ed Sheeran           | 6.1                  | [ 318 ] |
| 2018 | The Greatest Showman                      | Hugh Jackman & AA.VV | 3.5                  | [ 319 ] |
| 2019 | 5x20 All the Best!! 1999–2019             | Arashi               | 3.3                  | [ 320 ] |
| 2020 | Map of the Soul: 7                        | BTS                  | 4.8                  | [ 321 ] |
| 2021 | 30                                        | Adele                | 4.68                 | [ 322 ] |
| 2022 | Greatest Works of Art                     | Jay Chou             | 7.2                  | [ 323 ] |